# Taang! Records
Taang! Records ist ein US-amerikanisches Independent-Label, das in den 1980er-Jahren zur Unterstützung der Boston-Hardcore-Szene gegründet worden war und sein Programm später um Indie-Rock erweiterte.

## Geschichte
Der Gründer von Taang! Records, Curtis Casella, war ein Urgestein der Bostoner Punk-Szene. Enttäuscht von der kulturellen Stagnation seiner Heimatstadt in der Reagan-Ära zog er 1981 nach London. In der dortigen Punk- und Hardcoreszene lernte er DIY-Kleinstlabels wie Crass Records oder Secret Records kennen und bewunderte deren Arbeitsweise, mit geringem Budget und Personal bedeutende Tonträger zu veröffentlichen. Nach seiner Rückkehr nach Boston gründete er Anfang 1984 Taang! Records, um der heimischen Hardcore-Szene eine Möglichkeit zur Veröffentlichung von Tonträgern zu geben. Der Labelname setzt sich aus den Anfangsbuchstaben der Wörter "Teen Agers Are No Good!" (deutsch etwa: "Teenager taugen nichts!") zusammen. Der erste Tonträger war die Single Sold Out von Gang Green. Casellas anfängliche Zielsetzung war, zehn Singles befreundeter Bands zu produzieren und zu veröffentlichen. Nach dem Erreichen dieses Ziels (mit P.M.R.C. Sucks, wiederum von Gang Green) wollte er das Label eigentlich schließen, durch eine Verkettung von Zufällen entschied er sich aber um: Gang Green, Moving Targets und Slapshot kontaktierten Casella etwa gleichzeitig mit der Bitte, einen Tonträger der jeweiligen Band zu veröffentlichen, und das mit Taang! zusammenarbeitende Presswerk gewährte ihm einen zinslosen Kredit, so dass Taang! drei bedeutende Bands gleichzeitig produzieren konnte.
Einen Umsatzsprung brachte dem Label ein Lizenzvertrag mit dem damals holländischen Label Roadrunner Records, das die Taang!-Tonträger in Europa veröffentlichte. Mitte der 1990er-Jahre zog Casella mitsamt dem Label nach San Diego in Kalifornien um. In den 2000er-Jahren übernahm das Label den Backkatalog von X-Claim! Records, eines Bostoner Kleinstlabels, das 1982 von Mitgliedern der Band SS Decontrol gegründet worden war und die ersten Boston-Hardcore-Tonträger veröffentlicht hatte. Im selben Jahrzehnt gründete das Label eine Zweigstelle in Los Angeles.
Musikalisch konzentriert sich Taang! Records auf Genres wie Punk, Hardcore, Indie-Rock oder Ska-Punk. Zu den wichtigsten Bands gehören Gang Green, Poison Idea oder die frühen Lemonheads. Bekannt wurden die Veröffentlichungen von Taang! in den späten 1980er-Jahren unter anderem durch das amerikanische College Radio, das im Gegensatz zu kommerziellen Sendern Musikrichtungen wie Punk oder Hardcore spielte. Casella war zu dieser Zeit nebenberuflich DJ bei einem dieser Sender. Aus der Popularität der Taang!-Platten bei College Radios erwuchsen Vertriebsallianzen mit europäischen Labels, unter anderem mit Funhouse Records aus Deutschland.
Im amerikanischen Dokumentarfilm American Hardcore aus dem Jahr 2006 kommt neben anderen Vertretern der frühen Hardcore-Szene auch Label-Gründer Curtis Casella zu Wort.

## Bands (Auswahl)
- Attitude Adjustment
- Battalion of Saints
- Buck-O-Nine
- Bullet LaVolta
- Dropkick Murphys
- Gang Green
- Jerry’s Kids
- Keith Levene
- Mission of Burma
- Moving Targets
- Negative Approach
- Negative FX
- Poison Idea
- Slapshot
- Spacemen 3
- SSD
- Stars and Stripes
- Stiff Little Fingers
- The 4-Skins
- The Adicts
- The Exploited
- The F.U.’s
- The Lemonheads
- The Mighty Mighty Bosstones
- The Ruts